# Dinarskokraška Slovenija
Dinarskokraška Slovenija je ena izmed pokrajin po Gamsovi pokrajinsko-ekološki členitvi Slovenije, ki leži pretežno na jugu Slovenije.

## Kamnine
Dinarskokraška Slovenija je skoraj v celoti iz apnencev in dolomitov, tako da je za to področje značilen kras.

## Delitev
Glede na značilnosti se Dinarskokraška Slovenija nadalje deli na:
- Višnjegorsko-Turjaška pokrajina, Polževo
- Grosupeljsko polje
- Dolenjsko podolje
- Suha Krajina
- Dobrepolje
- Zahodnodolenjsko hribovje
- Dolini Kolpe in Čabranke
- Ribniško in Kočevsko polje
- Velikolaščanska pokrajina
- Krimsko-Mokrško hribovje
- Bloška planota
- Potoško-Goteniško hribovje
- Rovtarsko hribovje
- Notranjsko podolje
- Banjšice
- Trnovski gozd, Hrušica, Nanos
- Snežniško hribovje
- (Turjaška pokrajina)
- Pivka (Pivško podolje)
- Prestransko-Senožeško hribovje
- Velika gora